# 張嶷
張嶷（約200年—254年），字伯岐，益州巴郡南充國（今四川省南充市）人，三國時期蜀漢將領。

## 生平
張嶷弱冠時任縣功曹，建安十九年（214年），劉備定蜀，張嶷勇救縣夫人脫強寇之手，由是顯名，州里徵召他爲州從事。
張嶷出身自孤苦家庭，少時有膽色，與龔祿、姚伷有深厚的情誼。
建興五年（227年），諸葛亮北伐，漢中、廣漢、綿竹一带的山賊張慕等乘機作亂，張嶷以都尉身份領兵討伐，用計將張慕等五十餘人斬首，十日內就將山賊平定，後張嶷生了場重病，由於家境貧寒，張嶷親自驅車拜會有通厚名聲的廣漢太守何祗那，託他為自己治病。何祗拿出所有資產為他治療，幾年後將他的病治好。後來，張嶷被任命為牙門將，隶属马忠，讨伐北方背叛蜀汉的羌人，平定南方四个郡的蛮夷，都有张嶷谋划、战胜的功劳。在征讨反叛蜀汉的南夷首领刘胄的战斗中，张嶷作为马忠属下，经常表现出众，并最终斩杀刘胄。
建興十四年（236年），武都氐王苻健要求歸降，將軍張尉前往迎接，然而到了約定日子還不見人影，大將軍蔣琬因此焦慮，張嶷猜測說：「苻健他是真誠的請求歸降，必定沒有變故，但是我聽說苻健的弟弟很狡黠，夷狄不可能一起歸附，恐怕會背離，因此耽擱了行程。」幾天過後，終於有了消息，苻健的弟弟果然率領四百戶人投奔曹魏，結果只有苻健帶領四百戶前來歸順。他們定居於廣都縣。

### 安撫南中
越巂郡自諸葛亮討伐高定後，南中人先後殺死上任的太守龔祿、焦璜，使後來的太守不敢上任，只敢住在安定縣，離郡府有八百多里的地方。當時朝中議論打算收復舊郡，張嶷被任命爲越巂太守。張嶷到任後，恩威並施，贏得南中人民的信任，紛紛前來歸順。北方邊境的少數民族捉馬族最爲勇猛，不接受調度，張嶷前往征討，活捉其首領魏狼，釋放魏狼讓他回去招安其他人。張嶷上表請封魏狼爲邑侯，部落裡的三千多戶留居原地並讓他們有事可做。其他部族知道這件事後，都漸漸降服，張嶷因功被賜爵關內侯。
蘇祁縣邑的首領冬逢、冬逢的弟弟隗渠等人，降了又反。張嶷誅殺冬逢，冬逢的妻子是旄牛王的女兒，張嶷用計沒有治她的罪，隗渠逃往西方邊境。隗渠這個人剛猛強壯，向來被各個部落族所畏懼。隗渠派兩名親信向張嶷詐降，實際上是從中打聽情報。張嶷察覺後，給二人重賞，反間二人成爲自己的間諜，於是二人合謀殺死隗渠。隗渠被殺後，各部落就此安定。
龔祿當年為李求承所殺，張嶷打聽懸賞李求承，招募了一些人活捉他，並歷數其罪行，將其斬首。
張嶷任職三年後，遷回原來的郡，重新修築城牆，少數民族的男女沒有不盡心盡力的。定莋、台登、卑水這三縣離郡所在地有三百多里，以往出産鹽、鐵和漆，但被當地少數民族長期據爲己有。張嶷率軍奪取這些物資，並設立官署。張嶷抵達定莋後，定莋的少數民族首領狼岑，為盤木王舅，受少數民族信任，對張嶷的侵占很忿恨，不願拜見張嶷。張嶷派出十多名壯漢將狼岑抓捕，鞭打後殺死，將屍體送還他部落，給狼岑的部落豐厚的賞賜，宣布狼岑的罪狀，並說：「可別妄想動亂，動亂就將你們殲滅！」部落的人都將雙手反綁在背而面向前來表示歉意。張嶷殺牛設宴招待他們，重申恩信，於是張嶷獲得鹽鐵，物資充足。
漢嘉郡旄牛部落有四千多戶，首領是狼路，狼路打算為他的姑父冬逢報仇，於是派遣他的叔父離率冬逢部眾觀察形勢，張嶷反過來派人賜牛酒慰勞他們，並讓離迎回冬逢的妻子，離見到自己的姐姐十分高興，便率領所屬部眾向張嶷投降，張嶷對他厚加賞賜，從此旄牛部落不再為患。
越巂郡以前有條道路，經旄牛部落居住的地方到成都，路平又近。但自從旄牛部落為亂以來，這條路已有一百多年都沒法通行，所以才都由安上通往成都，路險又遠。張嶷派遣人帶著金錢貨幣賞賜給狼路，又讓狼路的姑姑傳達自己的想法。於是狼路率領兄弟、妻子、兒女前來拜見張嶷，張嶷與狼路發誓，一起開通舊路，讓這千里之路能一路平安，修復古亭繹站。張嶷上奏請封狼路爲旄牛毗王，派狼路朝貢。後主加封張嶷爲撫戎將軍，依然兼任越巂太守。
張嶷擔任越巂太守長達十五年，在他的治理下南中安定和睦，張嶷屢次請求回成都，所以張嶷被調任回成都，張嶷離開時，南中人民依依不捨，紛紛傷心的向張嶷道別，經過旄牛邑時，邑主攜幼前往迎送，跟著馬車直到張嶷抵達蜀郡的邊界，他們的首領隨張嶷朝貢的多達百人。回到成都後，張嶷被任命為蕩寇將軍。

### 死亡预言
张嶷见大将军费祎的时候，发现费祎性格过于宽厚，对于新降的人太过于亲近，于是上书告诫费祎：“当年岑彭、来歙身为领军的大将，却被刺客所害。现如今您是大将军，位尊权重，应该以前人为鉴，多加防范。”但是费祎不听，一如既往，后来费祎果然被魏国降将郭脩刺杀。
蜀国侍中诸葛瞻是诸葛亮的儿子，吴国太傅诸葛恪的堂弟。而诸葛恪在孙权死后因新帝孙亮年纪幼小而把持朝政，声望很高，气焰比较嚣张。诸葛恪因为刚刚打败了魏军，准备大举兴师北伐，张嶷便给诸葛瞻写信，希望他能劝诫诸葛恪：“吴主刚刚驾崩，现在的皇帝实在太年幼怯弱，太傅（诸葛恪）承受辅政托孤的重担，又哪里是容易的事！以前常听说吴主生杀赏罚的大权，从不交给下人，如今却在垂死之时，终于召来太傅，把后事托付给他，这实在令人忧虑。然而这个时候太傅却远离年幼的君主，深入敌国境内，这恐怕不是良好而长远的计策。如果您不向太傅进献忠言，还有谁能直言相告呢？希望您能劝他撤回军队，保境安民。”后来的發展果如张嶷所料，诸葛恪北伐失败，回朝不久后就被孙峻发动政变杀死。

### 忠誠之節
延熙十七年（254年），姜維第七次北伐，患有風濕的張嶷這時已經嚴重到不能走動，必須依靠拐杖站立，於是有人提議把張嶷留在後方，但是張嶷執意跟隨大軍北伐。出發之前，張嶷向後主上疏道：「臣得蒙主上看重，屢受恩惠，加上有病在身，時常擔憂突然身亡，不能報答主上。如今總算可以隨軍出征，為國效勞。如果取得涼州，臣願意擔任藩鎮守將；如果不能報捷，只好犧牲自己以作報答。」後主看了感動不禁流下淚來。之後在與魏將徐質的作戰中戰死。

## 軼事
車騎將軍夏侯霸打算和張嶷交朋友，但張嶷以「不知彼此」為由而延緩，此事成為一時美談。

## 張嶷墓
張嶷墓位於漢中市褒城縣柏香街中部北側民居之中。現今墓碑已搬往漢中市博物館保存。

## 子孙
张嶷去世後，长子張瑛封西乡侯，次子张护雄袭爵。张嶷孙張奕在晋朝官至梁州刺史。

## 影視娛樂

### 電視
- 中國中央電視台電視劇《三國演義》（1994年）：由莫·道爾吉飾演

## 評價
- 陳壽：“嶷慷慨豪烈，士人咸多貴之；然放蕩少禮，人亦以此為譏焉”、“張嶷識斷明果，咸以所長，顯名發跡，遇其時也。”《三國志·張嶷傳》
- “少有通壯之節”、“張嶷儀貌辭令，不能駭人，而其策略足以入算，果烈足以立威。為臣有忠誠之節，處類有亮直之風，而動必顧典，後主深崇之。雖古之英士，何以遠逾哉！”《益州耆舊傳》
- 蕭常：「嶷綏撫邊郡，威懷異俗，閫寄得人，何其盛哉」《續後漢書·張嶷傳》
- 李光地：“趙雲、張嶷不獨有將略，其見事明決持重老成，實古重臣之選”《榕村語錄·卷二十二》

## 延伸阅读
[在维基数据编辑]
 《三國志/卷43》，出自陳壽《三國志》
 在维基共享资源阅览影像